# Episodi di Baskets (quarta stagione)
La quarta e ultima stagione della serie televisiva Baskets, composta da dieci episodi, è stata trasmessa sul canale statunitense FX dal 13 giugno al 22 agosto 2019.
In Italia la serie è inedita.
| nº | Titolo originale                | Titolo italiano | Prima TV USA   | Prima TV Italia |
| -- | ------------------------------- | --------------- | -------------- | --------------- |
| 1  | Cat People                      |                 | 13 giugno 2019 |                 |
| 2  | Baby Chip                       |                 | 20 giugno 2019 |                 |
| 3  | Homemakers                      |                 | 27 giugno 2019 |                 |
| 4  | Affirmations                    |                 | 11 luglio 2019 |                 |
| 5  | Denver Revisited                |                 | 18 luglio 2019 |                 |
| 6  | Common Room Wake                |                 | 25 luglio 2019 |                 |
| 7  | Housewarming                    |                 | 1 agosto 2019  |                 |
| 8  | Grandma's Day                   |                 | 8 agosto 2019  |                 |
| 9  | Mrs. Baskets Goes to Sacramento |                 | 15 agosto 2019 |                 |
| 10 | Moving On                       |                 | 22 agosto 2019 |                 |